# Mátraszentimrei dalok

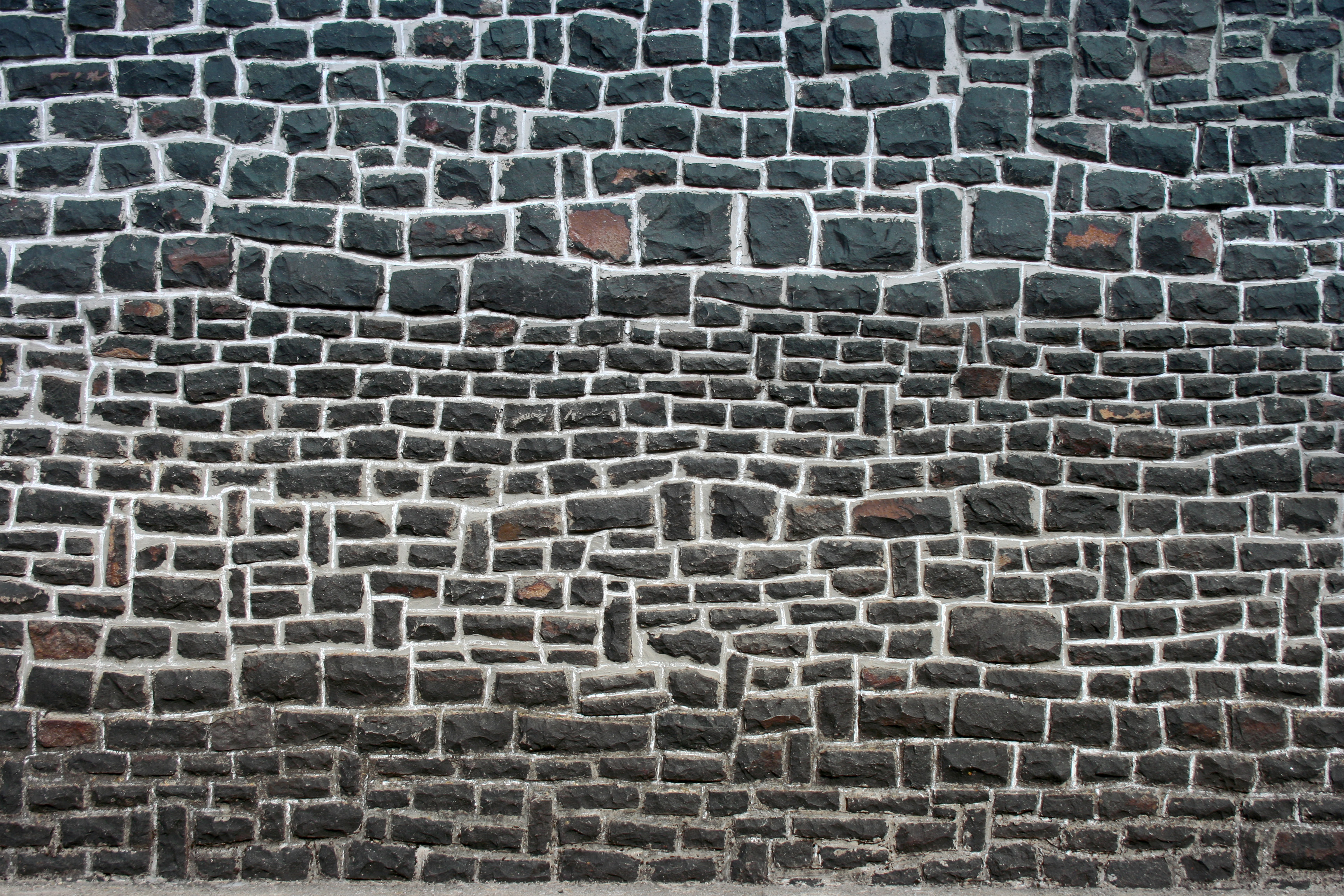
Un amurallar Matraszentistvan (Heves Condado)

Mátraszentimrei dalok (en húngaro: Canciones de Mátraszentimre) es una colección de canciones basadas en melodías populares húngaras del compositor húngaro György Ligeti. Estas canciones están fuertemente influenciados por el también compositor Béla Bartók, quien también usó canciones populares húngaras como base para algunas de sus composiciones.

## Composición y estreno
Como sucedió con la mayoría de las primeras composiciones vocales de Ligeti, esta colección de piezas fue compuesta en Budapest en 1955, pero no se estrenó hasta el 9 de junio de 1984. El estreno tuvo lugar en Saarbrücken, con Robert Pappert dirigiendo la Kammerchor Hausen. La partitura fue publicada por Schott Music.

## Análisis
La colección completa tiene una duración aproximada de 4 minutos en su ejecución, y consta de cuatro canciones populares. La lista de movimientos es la siguiente:
- 1. Három hordó (Tres barriles). Allegro giusto.
- 2. Igaz szerelem (Amor verdadero). Andante.
- 3. Gomb, gomb (Pom-Pom). Allegretto con moto.
- 4. ErdőSer, erdőser. (Fuera en el bosque). Allegro con moto.

La partitura está escrita para un coro infantil de 2 partes (en los movimientos uno, dos y tres) y de 3 partes (en el movimiento cuatro), independientemente de que sea un coro de niños o un coro de niñas. Sin embargo, se han utilizado cantantes mujeres adultas profesionales para la mayoría de interpretaciones y grabaciones públicas. Ligeti declaró en la partitura original que el último movimiento se puede transponer un tono más alto para los coros de mujeres. El texto fue traducido al inglés por Desmond Clayton.

## Grabaciones
- Gyorgy Ligeti Edition Vol 2 - A Cappella Choral Works. Terry Edwards, London Sinfonietta Voices. Sony, 1997.[7]